# ژاندارم‌های سوئدی در ایران
ژاندارم‌های سوئدی در ایران گروه کوچکی از افسران نظامی اهل سوئد بودند که بین سال‌های ۱۹۱۱ و ۱۹۱۶ در ایران فعال بودند. هدف از حضور این نیروها بیشتر سرکوب شورش‌های محلی و مدرن‌سازی ارتش ایران بود، اما در نتیجه فشارهای روسیه و بریتانیا بیشتر آن‌ها در طول جنگ جهانی اول به سوئد بازگشتند.

## پیش‌زمینه
ایران در اوایل دهه ۱۹۰۰ نسبتاً بی‌ثبات بود و به دلیل یورش‌های مکرر راهزنان، عبور و مرور در جاده‌ها دشوار بود. به این دلیل (و از ترس مداخله بریتانیا)، دولت ایران به دنبال قدرتی بی‌طرف بود که بتواند به مدرن‌سازی و ایجاد یک ژاندارمری برای مقابله با شورشیان کمک کند. در سال ۱۹۱۱ سوئد برای این کار مناسب شناخته شد و اولین افسران نظامی تحت فرماندهی ژنرال هارالد یالمارسن وارد ایران شدند.

## ۱۹۱۱–۱۹۱۴

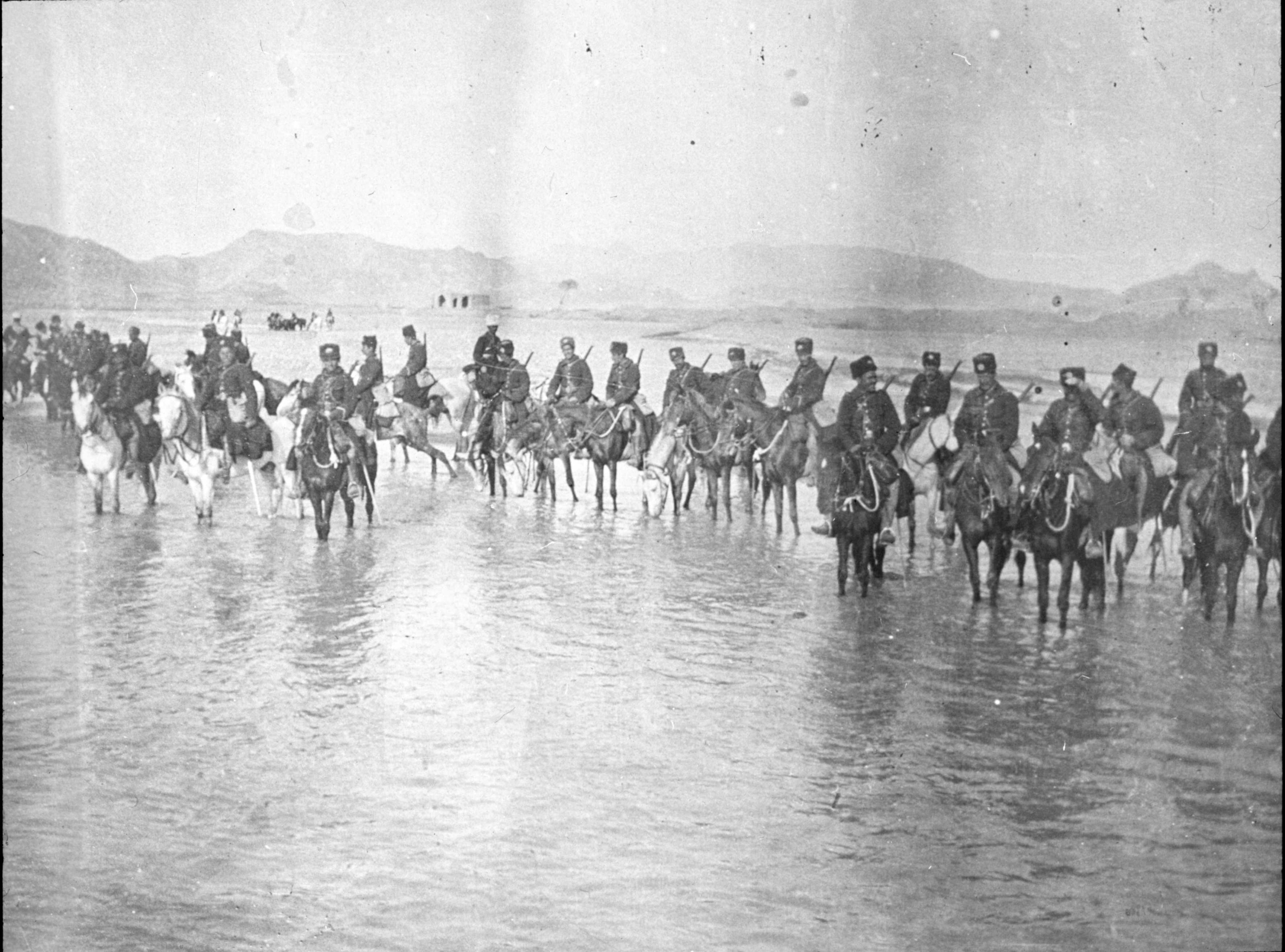
عبور ژاندارم‌ها از رودخانه در جریان اعزام به شیراز

ژاندارم‌ها مسئول گشت‌زنی در حدود ۱۷۰۰ کیلومتر جاده بودند و به‌طور پیوسته بر تعداد آن‌ها افزوده می‌شد. آن‌ها چندین بار با اعضای طوایف و شورشیان برخورد کردند و پیروزی‌های زیادی به دست آوردند، حتی یک رئیس محلی را نیز کشتند. خونین‌ترین نبردها در کازرون در سال ۱۹۱۴ روی داد، زمانی که چندین ژاندارم در نبرد زیر نظر یوزف پوست (که در نبرد با شورشیان در تهران مجروح شده بود) جان خود را از دست دادند. سوئدی‌ها لشکرکشی‌های متعددی مانند لشکرکشی بروجرد و شیراز را نیز در سراسر ایران انجام دادند. اگرچه نبردها خونین بود و افسران سوئدی در ایران در معرض خطر جدی قرار داشتند، اما سوئدی‌های بسیاری به دلیل دستمزد بالا و فرصت‌های بهتر نسبت به سوئد جذب ژاندارمری شدند.

## ۱۹۱۴–۱۹۱۶

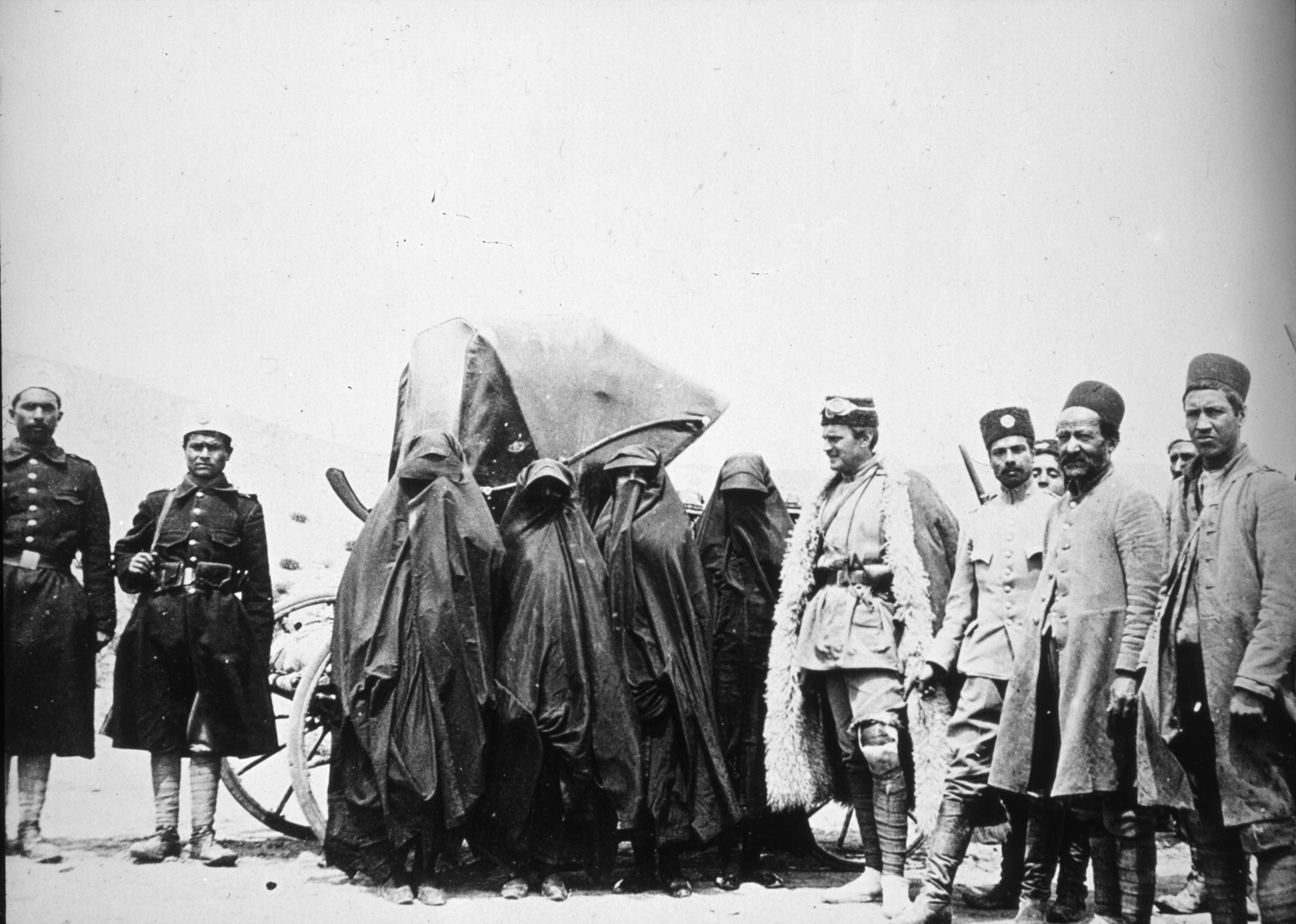
بوریس مولر (که در سمت راست زنان قرار دارد) پس از حمله یاغیان به کاروانش

انگلستان و روسیه در سال ۱۹۱۴ با شروع جنگ جهانی اول تصمیم گرفتند به ایران حمله کنند. ژاندارم‌های سوئدی همانند بیشتر مردم کشور خود به آلمان تمایل داشتند؛ بنابراین آن‌ها در طول اشغال به ایرانیان کمک کردند و در نبردهای متعددی با متفقین از جمله عملیات کرمانشاه، نبرد قم، اشغال بوشهر توسط انگلیس و نبرد رباط کریم شرکت کردند. در سال ۱۹۱۵ روس‌ها و انگلیسی‌ها به سوئد فشار آوردند تا افسران خود را فراخواند. دولت سوئد موافقت کرد و تعداد سوئدی‌های حاضر در ایران کاهش یافت تا اینکه در سال ۱۹۱۶ همه آن‌ها خارج شدند. با این حال، خصومت با متفقین مانع از مبارزه با شورشیان نشد. چندین سوئدی و ایرانی در نبرد با شورشیان بین سال‌های ۱۹۱۴ و ۱۹۱۶ در درگیری‌هایی مانند نبرد بویین و نبرد قزوین جان باختند. همچنین تمام اعضای طایفه ابا خان (که توسط بوریس مولر به ضرب گلوله کشته شد) تحت تعقیب قرار گرفتند و اسیر شدند.

## ۱۹۱۶–۱۹۲۱
پنج سوئدی تصمیم گرفتند در ایران بمانند و بعد از سال ۱۹۱۶ به عنوان داوطلب خدمت کنند، البته تحت رهبری آلمان. رئیس ژاندارمری ایران تا سال ۱۹۲۱ سوئدی بود.